# Hilary Cassová
Hilary Cassová je britská pediatrička. bývalá předsedkyně Královské koleje pediatrie a dětského zdraví. Je známá také jako vůdčí osoba týmu, který na základě základě zadání od NHS England a NHS Improvement vypracoval v letech 2020–2024 takzvanou Zprávu Cassové kritickou k soudobé britské péči o děti a mladistvé v oblasti transgenderu. Už v průběhu vytváření zprávy přitom průběžná kritická zjištění vedla v roce 2022 k plánu uzavřít kliniku Tavistock.
V roce 1992 založila při londýnské nemocnici Evelina Hospital specializovanou kliniku pro děti s Rettovým syndromem. Pak pracovala od roku 1994 do roku 2009 v nemocnici Great Ormond Street Hospital. V roce 2009 se vrátila do Evelina Hospital, kde se věnovala paliativní péči pro děti.
Od roku 2015 je Cassová důstojníkem Řádu britského impéria.